# 橋本淳 (俳優)
橋本 淳（はしもと あつし、1987年1月14日 - ）は、日本の俳優である。東京都出身。アミューズ所属。

## 略歴
2004年、テレビドラマ『WATER BOYS2』でデビュー。2005年、特撮ドラマ『魔法戦隊マジレンジャー』で小津魁 / マジレッド役として初主演・初レギュラー出演を果たした。その後もドラマ、映画、舞台を中心にして活動している。
舞台では、多くの演出家（宮田慶子・栗山民也・鄭義信・永井愛・深津篤史・ケラリーノ・サンドロヴィッチ・白井晃・森新太郎・小川絵梨子・河原雅彦・山内ケンジ・加藤拓也・G2・福原充則・山本卓卓・宮本亜門など）の作品に出演している。
出演作が賞を受賞することが多く、『ヒストリーボーイズ』では、第22回読売演劇大賞。城山羊の会『トロワグロ』では第59回岸田國士戯曲賞。『クレシダ』では第51回紀伊國屋演劇賞。『キネマと恋人』では第51回紀伊國屋演劇賞と第4回ハヤカワ悲劇喜劇賞と第68回読売文学賞。城山羊の会『温暖化の秋 -hot autumn-』では第74回読売文学賞。それぞれ作品が受賞されている。
2022年には、作演出の加藤拓也と共にふたりで企画した主演舞台『もはやしずか』は、第30回読売演劇大賞作品賞上半期ベスト5に選出された。その後、第30回読売演劇大賞優秀演出家賞受賞。第26回鶴屋南北戯曲賞にノミネートされた。MOOSIC LAB2018（映画『月極オトコトモダチ』）で最優秀男優賞を受賞。MOOSIC AWARD 2023（映画『よっす、おまたせ、じゃあまたね。』）でベストアクター賞を受賞。

## 人物
- 特技は殺陣、サッカー、ギター、水泳、阿波踊り[3]。趣味は弓道、カメラ、映画鑑賞、読書、スポーツ[3]。好きな作家は司馬遼太郎、奥田英朗、伊坂幸太郎[5]。好きな俳優はティム・ロス、ナスターシャ・キンスキー、生瀬勝久[6]。
- 中学生のころから芝居に興味を持つ[6][4]。当時はサッカーに熱中していたため自身が企業に就職することは想像できず、自身が何をしたいか考えた結果、俳優に行き着いたという[4]。高校1年生の時に雑誌をもとにいくつかの芸能事務所のオーディションを受け、合格したアミューズに所属する[7][4]。高校在学中はサッカー部の活動と養成所のレッスンを並行し、高校3年生ごろより本格的に芸能活動を開始した[4]。
- 『魔法戦隊マジレンジャー』のオーディションでは、2次審査と大学の説明会の日程が重複していたが、説明会へは行かずとも大学受験はできると考え、2次審査に参加することを選んだ[4]。共演者同士は劇中の設定のように家族のような仲の良さであったといい、撮影以外でも5人で行動することが多く、オフの日は伊藤友樹や松本寛也の家に泊まることも多かったと述べている[4]。
- NHK朝ドラ共演者の松重豊らからの影響で、演劇の方面へ進んだと語っている。共演者とは今でも親交がある。
- 連載もいくつかもっており映画コラムなどの執筆活動もしている。

## 受賞歴
- MOOSIC LAB 2018 最優秀男優賞（『月極オトコトモダチ』）
- MOOSIC AWARD 2023 ベストアクター賞（『よっす、おまたせ、じゃあまたね。』）

## 出演

### テレビドラマ
- WATER BOYS2（2004年7月9日 - 9月21日、フジテレビ） - 橋野 役
- スーパー戦隊シリーズ（テレビ朝日）
  - 魔法戦隊マジレンジャー（2005年2月13日 - 2006年2月12日） - 主演・小津魁 / マジレッド 役
  - 海賊戦隊ゴーカイジャー 第2話・第3話（2011年2月20日・27日） - 小津魁 役
- 半分の月がのぼる空（2006年10月2日 - 12月25日、テレビ東京） - 主演・戎崎裕一 役
- ハッピィ★ボーイズ 第7話・第8話（2007年5月14日・28日、テレビ東京） - 真田勇作 役
- 連続テレビ小説（NHK総合）
  - ちりとてちん（2007年10月1日 - 2008年3月29日） - 和田正平 役
  - エール 第36話 - 第40話・第100話（2020年5月18日 - 22日・10月30日） - 御園生新之助 役
- 東京少女 セピア編（2008年2月24日、BS-i） - 室井 役
- 示談交渉人 甚内たま子裏ファイル6（2008年5月26日、TBS） - 甚内司 役
- 参議院議員候補マミ（2008年11月17日 - 2009年6月9日、TBS） - ヴェル 役
- ふたつのスピカ 第3話（2009年7月2日、NHK総合） - 院生 役
- メイクアップ!（2010年、中部日本放送） - 野崎優 役
- 闇金ウシジマくん 第3話 - 第5話（2010年10月28日 - 11月11日、毎日放送 / 10月26日 - 11月9日、TBS） - 江口 役
- サイン（2011年1月19日 - 3月16日、毎日放送） - 坂田太郎 役
- 戦国★男士（2011年10月1日 - 2012年3月24日、テレビ神奈川 他） - 真田幸村 役
- 恋する私のベーカリー（2012年1月22日 - 2月26日、LaLa TV） - 伊庭周作 役
- リアル鬼ごっこ THE ORIGIN 第1話・第7話・第9話（2013年4月 - 6月、テレビ神奈川 ほか） - 吉田大介 役
- ビター・ブラッド〜最悪で最強の親子刑事〜 第6話（2014年5月20日、関西テレビ・フジテレビ） - 石崎 役
- 大河ドラマ（NHK） 
  - 軍師官兵衛 第36回 - 第38回（2014年9月7日 - 21日） - 宇都宮朝房 役
  - べらぼう〜蔦重栄華乃夢噺〜 第3回 - （2025年1月19日 - ） - 北尾重政 役[8]
- ほっとけない魔女たち 第11話 - 第15話（2014年9月15日 - 19日、東海テレビ） - トシオ 役
- 保育探偵25時〜花咲慎一郎は眠れない!!〜 第8話（2015年3月、テレビ東京） - 坪井 役
- 夢を与える 第1話（2015年5月17日、WOWOW）
- お助け司法書士!〜遺産トラブル編〜会津若松“後妻業“殺人（2015年12月9日、テレビ東京） - 斉藤一郎 役
- 赤めだか（2015年12月28日、TBS）
- 夏目家どろぼう綺談（2016年1月3日、テレビ朝日） - 高浜虚子 役
- グーグーだって猫である2 -good good the fortune cat- 第1話（2016年6月11日、WOWOW） - 藤木 役
- 相棒 season15 第16話（2017年2月22日、テレビ朝日） - 潮崎良純 役
- PTAグランパ! 第4話（2017年4月23日、NHK BSプレミアム） - 山下秀憲 役
- 母になる 第4話（2017年5月3日、日本テレビ）
- 悦ちゃん〜昭和駄目パパ恋物語〜（2017年7月15日 - 9月16日、NHK総合） - 長谷川次作 役
- 居酒屋ふじ 第7話（2017年8月20日、テレビ東京）
- 刑事ゆがみ（2017年10月12日 - 12月14日、フジテレビ） - 町尾守 役[9]
- 警視庁さがし物係（2018年2月11日、テレビ朝日） - 松永優一 役
- ほんとにあった怖い話 夏の特別編2018「見えない澱」（2018年8月18日、フジテレビ） - 高橋 役
- 在庫に限りはありますが（2019年7月7日、NHK BSプレミアム） - 主演・洸一 役（徳永えりとW主演）[10]
- これは経費で落ちません!（2019年9月13日 - 27日、NHK総合） - 円城格馬 役
- 知らなくていいコト 最終話（2020年3月11日、日本テレビ） - 戸倉聡 役
- 特捜9 season3 第7話（2020年7月1日、テレビ朝日） - 宮坂（女部田）宏 役[11]
- レッドアイズ 監視捜査班 第5話（2021年2月20日、日本テレビ） - 長篠晋平 役
- アノニマス〜警視庁“指殺人”対策室〜 第5話（2021年2月22日、テレビ東京系） - 澤石啓太（さわてぃ） 役
- 遺留捜査 第6シーズン 第9話（2021年3月11日、テレビ朝日） - 瀬川彰 役
- きれいのくに 第1話・第2話（2021年4月12日・19日 、NHK総合） - 佐川健司 役[12][13]
- #家族募集します 第4話 - 第6話（2021年8月20日 - 9月3日、TBS） - 三沢芳樹 役[14]
- ザ・ハイスクール ヒーローズ 第4話（2021年8月21日、テレビ朝日） - 近杉真一 役[15]
- 木のストロー（2022年2月26日、フジテレビ） - 古川智 役
- 赤いナースコール（2022年7月11日 - 9月26日、テレビ東京） - 滝中良一 役[16]
- 魔法のリノベ 第1話（2022年7月18日、関西テレビ・フジテレビ） - 佐竹総一朗 役[17]
- ももさんと7人のパパゲーノ（2022年8月20日、NHK総合）- 中原 役[18]
- ヒヤマケンタロウの妊娠（2023年1月5日 - 2月24日、テレビ東京） - 高木 役
- 三千円の使いかた（2023年1月7日 - 2月25日、東海テレビ・フジテレビ） - 小森安生 役[19]
- 大奥「8代・徳川吉宗×水野祐之進 編」 第1回（2023年1月10日、NHK総合） - 松島 役[20]
- それってパクリじゃないですか?（2023年4月12日 - 6月14日、日本テレビ） - 堀口健 役
- ケイジとケンジ、時々ハンジ。 第2話（2023年4月20日、テレビ朝日） - 田中克也 役
- 波よ聞いてくれ 第7話（2023年6月2日、テレビ朝日） - 多野潤一 役
- ウソ婚 第5話・第6話、第11話・最終話（2023年8月8日・15日・9月19日・26日、関西テレビ・フジテレビ） - 新田淳 役
- 姪のメイ（2023年9月8日 - 10月13日、テレビ東京） - 岩倉虎彦 役[21]
  - 姪のメイ 冬キャンプ編（2024年3月18日 - 20日）
- 手話劇！夏の夜の夢（2024年1月3日、NHK総合） - ライサンダー 役
- 推しを召し上がれ〜広報ガールのまろやかな日々〜 第7話 - 最終話（2024年2月22日 - 3月14日、テレビ東京） - プロキシ 役[22]
- 25時、赤坂で（2024年4月19日 - 6月21日、テレビ東京） - 篠田翔太 役[23]
- Re:リベンジ-欲望の果てに- 第6話 - 最終話（2024年5月16日 - 6月20日、フジテレビ） - 若林雄介 役
- あの子の子ども（2024年6月25日 - 9月17日、関西テレビ・フジテレビ） - 沖田侑斗 役[24]
- 錦糸町パラダイス〜渋谷から一本〜（2024年7月13日 - 9月28日、テレビ東京） - 牧田 役
- クラスメイトの女子、全員好きでした 第4話・第9話・最終話（2024年8月2日・9月5日・12日、読売テレビ・日本テレビ系）[25] - 杉浦崇 役
- 嘘解きレトリック 第6話・第10話・最終話（2024年11月11日・12月9日・12月16日、フジテレビ） - 利市 役[26]
- 離婚弁護士 スパイダー Season2 〜偽りと裏切り編〜 第4話・第5話（2025年、日本テレビ） - 中川隼人 役[27]
- 秘密〜THE TOP SECRET〜 第6話（2025年3月3日、関西テレビ・フジテレビ） - 浜田尚 役[28]
- ジョフウ〜女性に××××って必要ですか？〜（2025年4月2日 - 6月4日、テレビ東京） - ゴコウ 役[29]
- 対岸の家事〜これが、私の生きる道！〜  第6話(2025年5月6日、TBS) - 瀬川 役
- 25時、赤坂で Season2（2025年10月2日〈予定〉 - 、テレビ東京）[30] - 篠田翔太 役

### 配信ドラマ
- キス×kiss×キス chapter2 第5・10話（2011年12月、BeeTV）
- 恋する私のベーカリー スピンオフドラマ（2012年2月、LISMO Channel 他） - 伊庭周作 役
- キス×kiss×キス Last chapter of Love（2014年3月、BeeTV）
- チェイス 第1章（2017年12月22日配信開始、Amazon Prime Video） - 田中一平 役
- 恋をたどる、（2019年3月7日、WATCHY）
- ボイス 110緊急司令室 オリジナルストーリー『CALL BACK』（2019年9月21日配信、Hulu） - 長沢健 役[31]
- 30までにとうるさくて  第3話・第5話・第6話（2022年1月27日・2月10日・17日、ABEMA） - 横尾智 役
- ヒヤマケンタロウの妊娠（2022年4月21日全世界配信開始、Netflix） - 高木 役[32][33]
- 1122 いいふうふ 最終話（2024年6月28日、Amazon Prime Video） - 不動産屋の社員 役[34]

### 映画
- ユダ（2004年）
- 魔法戦隊マジレンジャー THE MOVIE インフェルシアの花嫁（2005年） - 主演・小津魁 / マジレッド 役
- 阿波DANCE（2007年） - 松浦和史 役
- THE GAME 〜Boy's Film Show〜（2009年）
- 携帯彼氏（2009年） - 葛城雅也 役
- 風が強く吹いている（2009年） - 杉山高志〈神童〉役
- ましてや君のいない世界だなんて（2011年）
- お江戸のキャンディー（2015年、監督：広田レオナ） - 希典 役
- At the terrace  テラスにて（2016年、監督：山内ケンジ） - 添島照男 役
  - 第29回東京国際映画祭・日本映画スプラッシュ部門公式出品
- 婿入金魚（2017年、監督：加瀬聡）
- クソ野郎と美しき世界（2018年、監督：山内ケンジ）- 女性と話していた刑事役
- 月極オトコトモダチ（2018年、監督：穐山茉由） - 柳瀬草太 役[35]
  - 第31回東京国際映画祭・日本映画スプラッシュ部門公式出品
  - MOOSIC LAB 2018 長編部門4部門受賞（グランプリ、最優秀男優賞、優秀女優賞、ミュージシャン賞）
- まく子（2019年、監督：鶴岡慧子） - 小菅 役
- 映画 イチケイのカラス（2023年、監督：田中亮） - 松原俊哉 役
- よっす、おまたせ、じゃあまたね。 （2023年、監督：猪股和磨） - 主演・ちばしん 役（稲葉友とW主演）
  - MOOSIC AWARD 2023 ベストアクター賞、ベストミュージシャン賞
- 俺ではない炎上 (2025年、監督：山田篤宏)
- 盤上の向日葵 (2025年、監督：熊澤尚人)
- 恋愛裁判　(2026年、監督：深田晃司)  
  - 第78回カンヌ国際映画祭カンヌ・プレミア部門正式出品

### 舞台
- ON LINE（2006年6月、シアターVアカサカ） - 星野司 役
- ルームシェア（2007年5月、全労済ホール スペース・ゼロ） - 戸越秀樹 役
- 青猫物語（2008年9月、シアタークリエ、演出：山田和也）
- 幸福な職場（2009年4月、千本桜ホール、演出：きたむらけんじ）
- ゲゲゲのげ -逢魔が時に揺れるブランコ-（2009年6月、六行会ホール）
- ROMEO-午前0時の訪問者-（2009年9月 - 10月、全労済ホール スペース・ゼロ） - ティボルト 役
- 恋するハローキティ（2009年11月11日 - 19日、青山円形劇場、演出：武藤淳） - 近藤ユウヤ 役
- 忍たま乱太郎（2010年1月、シアターGロッソ） - 善法寺伊作 役
- 白虎隊・ザ・アイドル（2010年3月、全労済ホール スペース・ゼロ、演出：岡本貴也） - 篠田儀三郎 役
- 情熱タイツ（2010年5月、紀伊國屋サザンシアター）
- Rody Musical（2010年8月、草月ホール、演出：小林顕作） - ジョニー 役
- 薄桜鬼 新選組炎舞録（2010年10月、天王洲銀河劇場） - 原田左之助 役
- わが町（2011年1月、新国立劇場中劇場、演出：宮田慶子） - ジョー・クローウェル 役
- 新・日の丸レストラン（2011年4月、あうるすぽっと、演出：岡本貴也） - 岩淵圭輔 役
- ゴッドストーリー（2011年6月、エコー劇場、演出：金沢知樹） - 稲佐希 役
- じいちゃんのドロップキック（2011年7月、全労済ホール スペース・ゼロ、演出：大関真） - 梨本慎也 役
- 帰路（2011年8月、中野ザ・ポケット、演出：山本了） - 主演・池内壮太 役
- 恋する私のベーカリー（2011年12月17日 - 25日、シアターサンモール） - 伊庭周作 役
- レシピエント（2012年2月 - 3月、紀伊國屋ホール / 梅田芸術劇場シアター・ドラマシティ、演出：G2） - 木塚 役
- 劇団スーパー・エキセントリック・シアター ジェネレーションギャップ番外公演「思い出すのはマリの事。」（2012年4月19日夜公演日替わりスペシャルゲスト、池袋シアターグリーン）
- 温室（2012年6月 - 7月、新国立劇場小劇場、演出：深津篤史）
- 劇団Ｋ助「それいけユウコマン！」（2012年7月19日夜公演ゲスト、中野ザ・ポケット）
- 阿呆の鼻毛で蜻蛉をつなぐ（2012年9月、本多劇場、演出：河原雅彦） - 主演・小峰春彦 役
- ベッド&メイキングス「未遂の犯罪王」（2012年11月、すみだパークスタジオ、演出：福原充則）
- 朗読劇 しっぽのなかまたち（2012年12月、全労済ホール スペース・ゼロ、演出：岡本貴也）
- 飛龍伝（2013年1月、本多劇場、演出：中屋敷法仁）
- KAAT「耳なし芳一」（2013年4月、神奈川芸術劇場、演出：宮本亜門） - 佐吉 役
- 葵上（2013年7月、山中湖村公民館、演出：宮田慶子）
- 銀河英雄伝説 初陣 もうひとつの敵（2013年8月、日本青年館大ホール） - ジークフリード・キルヒアイス 役
- God save the Queen（2013年9月、東京芸術劇場シアターイースト、演出：高羽彩）
- ピグマリオン（2013年11月 - 12月、新国立劇場中劇場、演出：宮田慶子）
- 歳末明治座 る・フェア 〜年末だよ!みんな集合!!〜（2013年12月、明治座 / NHK大阪ホール） - 武蔵坊弁慶 役
- 柿喰う客「世迷言」（2014年1月、本多劇場、演出：中屋敷法仁）
- ヒストリーボーイズ（2014年8月29日 - 9月14日、世田谷パブリックシアター / 9月18日 - 21日、森ノ宮ピロティーホール、演出：小川絵梨子） - スクリップス 役
  - 第22回読売演劇大賞優秀賞3部門受賞作品(作品賞、演出家賞、男優賞)
- FUKAIPRODUCE羽衣「よるべナイター」（2014年10月、青山円形劇場、演出：糸井幸之介）
- 城山羊の会「トロワグロ」（2014年12月、下北沢ザ・スズナリ、演出：山内ケンジ） - 添島照男 役
  - 第59回岸田國士戯曲賞受賞作品
- 芸劇＋トーク 朗読『東京』 - 「品川心中」（2015年1月9日、東京芸術劇場シアターイースト、演出：山本卓卓）
- 海の夫人（2015年5月、新国立劇場小劇場 / 兵庫県立芸術文化センター、演出：宮田慶子）
- KAAT「ペール・ギュント」（2015年7月、神奈川芸術劇場ホール / 兵庫県立芸術文化センター、演出：白井晃）
- 黒いハンカチーフ（2015年10月、新国立劇場中劇場、作：マキノノゾミ、演出：河原雅彦）
- 二兎社「書く女」（2016年1月、世田谷パブリックシアター ほか、作・演出：永井愛）
- 魔術（2016年3月27日 - 4月10日、下北沢本多劇場 / 4月13日、刈谷市総合文化センター大ホール / 4月15日 - 17日、兵庫県立芸術文化センター 阪急 中ホール / 4月22日、松山市総合コミュニティセンター キャメリアホール / 4月24日、高知市文化プラザかるぽーと 大ホール / 4月28日、電力ホール / 4月30日、道新ホール・作・演出：内藤裕敬） - 青年 役[36]
- かぐや姫伝説より「月・こうこう，風・そうそう」（2016年7月13日 - 31日、新国立劇場小劇場、作：別役実、演出：宮田慶子）[37]
- クレシダ（2016年9月4日 - 25日、シアタートラム / 10月1日・2日、水戸芸術館 ACM劇場 / 10月8日・9日、サンケイホールブリーゼ、作：ニコラス・ライト、演出：森新太郎） - ジョン･ハニマン(通称:ハニー) 役[38]
  - 第51回紀伊國屋演劇賞 受賞作品（団体賞）
- 世田谷パブリックシアター＋KERA・MAP #007「キネマと恋人」（2016年11月15日 - 12月4日、シアタートラム / 12月7日・8日、梅田芸術劇場 シアター・ドラマシティ / 12月11日・12日、まつもと市民芸術館 実験劇場 / 12月15日 - 18日、名古屋市芸術創造センター・作・演出：ケラリーノ・サンドロヴィッチ）[39]
  - 第51回紀伊國屋演劇賞 受賞作品（ケラリーノ・サンドロヴィッチ受賞）
  - 第4回ハヤカワ悲劇喜劇賞 受賞作品
  - 第68回読売文学賞 受賞作品
- 新国立劇場 「君が人生の時」（2017年6月13日 - 7月2日、新国立劇場中劇場、作：ウィリアム・サローヤン、演出：宮田慶子）[40]
- 朗読「シスター」（2017年10月23日、作・演出：鈴木勝秀）
- 城山羊の会「相談者たち」（2017年11月30日 - 12月10日、三鷹市芸術文化センター星のホール、作・演出：山内ケンジ） [41]
- photograph51（2018年4月6日 - 22日、シアターウエスト / 4月25日・26日、梅田芸術劇場 シアター・ドラマシティ、作：アナ・ジーグラ、演出：サラナ・ラパイン）[42]
- 朗読劇 私の頭の中の消しゴム 10th letter（2018年4月27日 - 5月6日、よみうり大手町ホール / 5月12日・13日、サンケイホールブリーゼ、演出：岡本貴也）[43]
- リーディングドラマ「シスター」（2018年9月2日、博品館劇場、作・演出：鈴木勝秀）[44]
- No.9 -不滅の旋律-（2018年11月11日 - 12月2日、東京公演: TBS赤坂ACTシアター / 12月7日 - 10日、大阪公演: オリックス劇場 / 12月22日 - 24日、神奈川公演: KAAT神奈川芸術劇場 ホール / 2019年1月11日 - 14日、久留米シティプラザ・作：中島かずき、演出：白井晃）- カスパール･アント･カール･ベートーヴェン 役[45]
- 劇団た組「在庫に限りはありますが」（2019年4月10日 - 21日、すみだパークスタジオ倉、作・演出：加藤拓也） - 主演・水野洸一 役　[46]
- 世田谷パブリックシアター＋KERA・MAP#009「キネマと恋人」（2019年6月8日 - 23日、世田谷パブリックシアター / 6月28日 - 30日、北九州芸術劇場 中劇場 / 7月3日 - 7日、兵庫県立芸術文化センター 阪急中ホール / 7月12日 - 15日、名古屋市芸術創造センター / 7月20日・21日、盛岡劇場 メインホール / 7月26日 - 28日、りゅーとぴあ 新潟市民芸術文化会館 劇場・作・演出：ケラリーノ・サンドロヴィッチ） - 嵐山進 / 新聞記者 / 「月之輪半次郎」 役[47]
- カリギュラ（2019年11月9日 - 24日、新国立劇場中劇場 / 11月29日 - 12月1日、久留米シティプラザ ザ・グランドホール / 12月5日 - 8日、神戸国際会館 こくさいホール / 12月13日 - 15日、仙台銀行ホール イズミティ21 大ホール・作：アルベール・カミュ、演出：栗山民也） - ケレア 役[48]
  - 第27回読売演劇大賞男優賞受賞作品
- 泣くロミオと怒るジュリエット（2020年2月8日 - 3月4日、Bunkamuraシアターコクーン / 3月8日 - 15日、森ノ宮ピロティホール・作・演出：鄭義信） - ベンヴォーリオ 役[49][注釈 3]
- シス・カンパニー公演「たむらさん」（2020年10月9日 - 11日、新国立劇場小劇場、作・演出：加藤拓也） - 主演[52]
- No.9 -不滅の旋律-（2020年12月13日 - 2021年1月7日（※12月31日はABEMA 、イープラスからライブ配信もあわせて行う。[53][54]）【11月、オーストリア・ウィーン（フォルクス劇場）※ベートーヴェン生誕250周年の記念公演として開幕が予定されていたが、新型コロナウイルスの感染状況を考慮し公演中止となった。[55]】、東京公演 : TBS赤坂ACTシアター、作：中島かずき、演出：白井晃 ） - カスパール･アント･カール･ベートーヴェン 役
- サンソン -ルイ16世の首を刎ねた男-（2021年4月23日 - 5月9日、東京建物 Brillia HALL / 5月21日 - 24日、オリックス劇場 / 6月11日 - 13日、久留米シティプラザ / 6月25日 - 27日、KAAT神奈川芸術劇場・作：中島かずき、演出：白井晃） - トビアス・シュミット 役[56]
- PARCOプロデュース「ザ・ドクター」 (2021年11月4日 - 28日、PARCO劇場 / 12月2日 - 5日、兵庫県立芸術文化センター 阪急中ホール / 12月10日 - 12日、穂の国とよはし芸術劇場PLAT / 12月18日・19日、まつもと市民芸術館 主ホール / 12月25日・26日、北九州芸術劇場 大ホール・作：ロバート・アイク、演出：栗山民也）[57]
- もはやしずか（2022年4月2日 - 17日、シアタートラム 、作・演出：加藤拓也） - 主演・康二 役[58]
  - 第30回読売演劇大賞 作品賞 上半期ベスト5
  - 第30回読売演劇大賞演出家賞
  - 第26回鶴屋南北戯曲賞ノミネート
- KAAT×城山羊の会「温暖化の秋 -hot autumn-」（2022年11月13日 - 27日、神奈川芸術劇場大スタジオ、作・演出：山内ケンジ）
  - 第74回読売文学賞　受賞作品
- シス・カンパニー公演「いつぞやは」（2023年8月 - 、シアタートラムほか、作・演出：加藤拓也）
- ここが海（2025年9月20日 - 10月12日〈予定〉、シアタートラム、作・演出：加藤拓也） - 主演・岳人 役[59]

### CM
- バンダイ「マジジャケット」（2005年）
- バンダイ「キャラデコクリスマス」（2005年）
- 平成スポーツトレーナー専門学校（2007年）
- 野村證券「個人向け国債」（2007年 - 2008年）
- セガサミーホールディングス（2009年）
- 東洋水産「赤いきつねと緑のたぬき」海岸編 （2012年 - 2013年）
- toto「ワールドカップtoto W杯の興奮・オフィス編」（2014年）
- UHA味覚糖「コロロ」（2017年9月 - ）
- カメラのキタムラ 「わずかな差額編」（2018年3月 - 、監督：吉田大八）
- 小林製薬 「消臭元パルファム」（2019年8月 - ）
- バンダイナムコエンターテインメント 「PS4 機動戦士ガンダム EXTREME VS. マキシブーストon」（2020年7月 - ）
- ジョンソン・エンド・ジョンソン 「リステリン」（2020年9月 - ）
- リクルート「SUUMO」"早め早めのSUUMO" 3篇(2024年7月 - )

### ラジオドラマ
- NHK FMシアター（NHK-FM）
  - 「ビオレタ」（2015年8月、原作：寺地はるな、演出：吉田努）
  - 「春までの旅」（2017年2月、演出：原英輔） 主演
  - 「仮想郵便局」（2020年8月、作：詩森ろば、演出：小島東洋）
  - 「真夜中の古本屋」（2021年8月、作：藤井香織、演出：小谷桜）
  - 「姉妹のしまいごと」（2025年8月2日、作：伊藤優、演出：北川瑠菜） - 謎の男 役[60]
- NHK 青春アドベンチャー（NHK-FM）
  - 「あおなり道場始末」（2017年5月 - 6月、原作：葉室麟、演出：吉田努） - 主演
  - 「高天原探題」（2019年3月 - 、原作：三島浩司、演出：木村明広） - 主演
  - 「人工心臓」（2021年9月、原案：小酒井不木、作：長谷川彩、演出：富永康介） - 主演
- NUMA
  - 「ビールいかがですか」（2021年10月、作：大河内聡、演出：彦澤俊江）
  - 「人工知能の恋」（2022年1月、作：鈴木謙一・笠木泉、演出：平林克理）
  - 「バグ」（2023年12月、作・演出：松尾英太郎）
- Audible「これはただの夏」（2022年7月、Audible、作：燃え殻） - 主演

### 連載
- 橋本淳のマッコリはカメですよ。（2011年10月 - 、読売新聞会員制サイト「yorimoba」内コラム）
- ホンシェルジュ（2016年11月 - 、本の紹介ページ）
- 諧謔的見地（2017年1月 - 12月、短編小説集）
- シネマズby松竹 「おこがまシネマ」（2018年1月 - 、映画紹介コラム）
- ラジオの時間（2018年1月 - 2019年12月 、アミュモバ）

### 書籍
- 諧謔的見地（2018年1月）※連載小説書籍化

### オリジナルビデオ・DVD
- スーパー戦隊シリーズ
  - 魔法戦隊マジレンジャー スペシャルDVD 大公開!黄金グリップフォンの超魔法〜ゴル・ゴール・ゴー・ゴー〜（2005年） - 主演・小津魁 / マジレッド/ 魁シャイン 役
  - 魔法戦隊マジレンジャーVSデカレンジャー （2006年） - 主演・小津魁 / マジレッド 役
- 超忍者隊イナズマ!（2006年、東映） - ビビリの細松 / 雷電 役
  - 超忍者隊イナズマ!!SPARK（2007年、東映） - ビビリの細松 / 雷電 役
- オリジナルショートムービー Soichi Hirama in「３１」（2021年、LINE LIVE-VIEWING） - 泥棒 役

### ナレーション
- ユキポンのお仕事（2007年、テレビ東京） - メイキングナレーション
- パワーレンジャー・ミスティックフォース（2012年、東映チャンネル） - オープニングナレーション（日本語吹替）[61]

### インターネット
- 僕らの放課後バラエティ『ナイッシュー!』（2005年12月 - 2006年5月、GyaO）

### ラジオ
- 松岡広大のDressing Park（2020年10月18日 、JFN PARK）

## 書籍

### 雑誌連載
- わたしの今月（2012年3月 - 、モーニングデスク『シアターガイド』）